# Надёжность (военное дело)

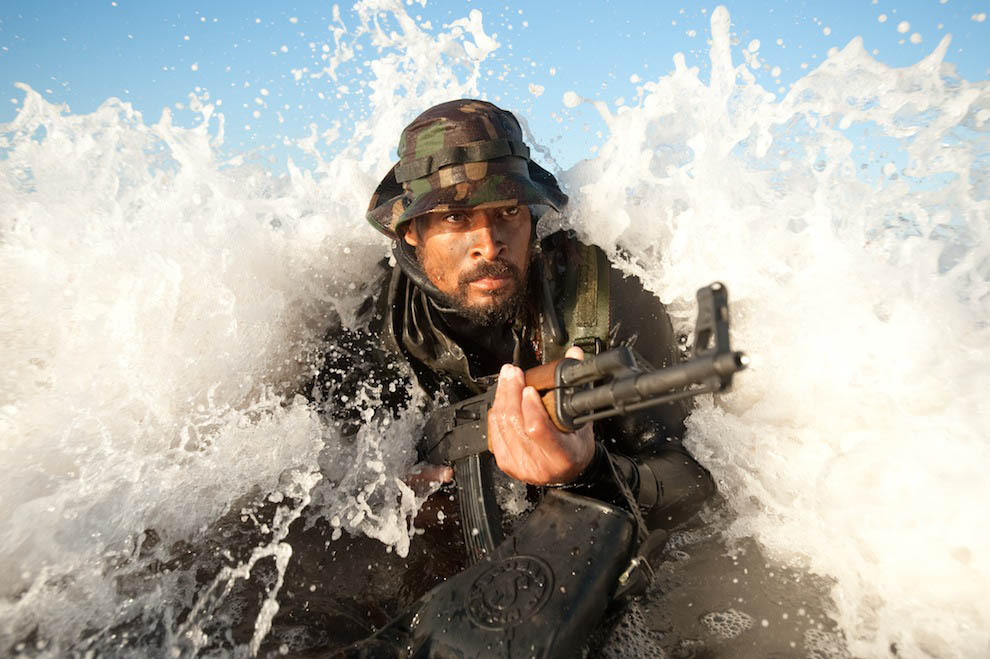
Сочетание надёжности и простоты в эксплуатации при различных неблагоприятных условиях являются одним из необходимых условий для принятия того или иного перспективного образца ВВТ на вооружение.

Надёжность, применительно к вооружению и военной технике (ВВТ), а также к их операторам, употребляется в нескольких значениях:
1. Надёжность вооружения и военной техники — свойство образцов ВВТ или их составных частей выполнять заданные функции, сохраняя во времени установленные эксплуатационные показатели в определённых пределах, соответствующих режимам и условиям их использования (боевое применение, транспортирование, хранение). Надёжность может включать безотказность, долговечность, ремонтопригодность и сохраняемость в отдельности или в каком-либо сочетании. Для характеристики надёжности применяются единичные (вероятность безотказной работы, наработка на отказ, назначенный ресурс, средний срок службы, среднее время восстановления, средний срок сохраняемости и др.) и комплексные (коэффициент готовности, коэффициент технического использования, коэффициент операционной готовности и др.) показатели. Расчёт показателей основывается на учёте отказов.
2. Надёжность человека-оператора вооружения и военной техники — существует ряд критериев надёжности для человеческого звена системы «человек — машина»: вероятность безотказной работы в заданном интервале времени, вероятность отказа, частота и интенсивность отказов, ряд временных критериев, коэффициент готовности и др.
3. Надёжность поражения — вероятность получения заданного результата поражения цели. Показатели надёжности поражения: точечной цели — вероятность поражения; групповой цели — гарантированная вероятность, т. е. вероятность нанесения гарантированного (не менее заданного) ущерба. Показателями надёжности поражения служат также нормы привлечения боевых средств (орудий, самолётов) и расход (общая масса) боеприпасов для поражения целей.
4. Надёжность стрельбы — степень достоверности выполнения огневой задачи в данных условиях. Оценивается вероятностью выполнения огневой задачи. Стрельба считается достаточно надёжной, если вероятность выполнения не менее 0,8 (80%). Надёжность стрельбы учитывают при постановке огневой задачи и оценке действительности огня.

## Влияние надёжности ВВТ на боевую готовность
Рассматривая факторы боевой готовности большой военной системы (БВС), — под которой понимается совокупность вооружения и военной техники, и личного состава, обеспечивающих выполнение основной боевой задачи рассматриваемой системы того или иного рода войск или вида вооружённых сил, иными словами воинское подразделение той или иной численности и состава, а её боевой готовностью называется совокупность свойств, обеспечивающих боевую готовность личного состава и надёжность ВВТ, фундаментальным понятием теории боевой готовности большой военной системы является отказ, т. е. выход из строя элементов ВВТ или личного состава, а также отклонение параметров и характеристик последних за допустимые пределы, которые приводят к невыполнению основной боевой задачи, — можно сформулировать обобщенный критерий боевой готовности большой военной системы ({\displaystyle W}) и представить его в виде
| {\displaystyle W=PR} |

- ...где {\displaystyle P} — критерий надёжности ВВТ БВС,  (под надёжностью ВВТ БВС понимают способность её технических свойств обеспечивать в заданных условиях исправное эксплуатационное состояние систем на этапе боевого дежурства, выполнение боевой задачи при условии безотказной работы личного состава)
- ...{\displaystyle R} — критерий боевой готовности личного состава БВС: боевой готовностью личного состава БВС называется совокупность свойств личного состава, обеспечивающих выполнение основной боевой задачи рассматриваемой системы в любой момент времени боевого дежурства в заданных условиях.

В свою очередь каждый из сомножителей, определяющих соответственно надёжность ВВТ и боевую готовность личного состава, также является сложным событием. Критерий надёжности ВВТ БВС ({\displaystyle P}) может быть представлен в виде общей формулы
| {\displaystyle P=K_{\text{т.г.}}P(t_{\text{к}})P(\tau _{\text{п}})P(\tau _{\text{пр}})P_{\text{н}}} |

...где {\displaystyle K_{\text{т.г.}}} — вероятность того, что в момент наступления команды выполнения боевой задачи БВС находится на боевом дежурстве (критерий технической готовности ВВТ БВС);
- {\displaystyle P(t_{\text{к}})} — вероятность того, что ВВТ на боевом дежурстве находится в исправном состоянии (критерий надёжности боевого дежурства);
- {\displaystyle P(\tau _{\text{п}})} — вероятность того, что подготовка ВВТ к применению будет выполнена за установленное время ({\displaystyle \tau _{\text{п}}}) (критерий надёжности подготовки ВВТ к применению);
- {\displaystyle P(\tau _{\text{пр}})} — вероятность того, что на этапе применения ({\displaystyle \tau _{\text{пр}}}) ВВТ не будет иметь отказов (критерий надёжности применения ВВТ);
- {\displaystyle P_{\text{н}}} — вероятность безотказного функционирования ВВТ за счет учёта при её проектировании и создании психофизиологических показателей личного состава (критерий приспособленности ВВТ к личному составу).

Другими словами, {\displaystyle P_{\text{н}}} есть вероятность того, что при проектировании и разработке ВВТ, эксплуатационной боевой документации и комплекса учебных средств были учтены нормативы психофизиологических показателей личного состава, несущего боевое дежурство, применяющего ВВТ по назначению и проводящего его техническое профилактическое обслуживание.
Естественно, что удельные веса рассмотренных выше критериев надёжности ВВТ имеют различную значимость в зависимости от особенностей и целевого назначения больших военных систем. Критерий боевой готовности личного состава БВС ({\displaystyle R}) может быть представлен в виде общей формулы
| {\displaystyle R=K_{\text{г.л.с}}R_{\text{ф}}R_{\text{п.ф.}}R_{\text{кв}}} |

...где {\displaystyle K_{\text{г.л.с}}} — вероятность того, что в момент выполнения боевой задачи на боевом дежурстве находится в наличии необходимое количество номеров личного состава (коэффициент готовности личного состава);
- {\displaystyle R_{\text{ф}}} — вероятность того, что в момент выполнения боевой задачи физическое состояние личного состава БВС удовлетворительное (критерий физического состояния личного состава БВС);
- {\displaystyle R_{\text{п.ф.}}} — вероятность того, что в момент выполнения боевой задачи психофизиологическое состояние личного состава БВС удовлетворительное (критерий психофизиологического состояния личного состава БВС);
- {\displaystyle R_{\text{кв}}} — вероятность того, что в момент выполнения боевой задачи квалификация личного состава БВС соответствует заданному уровню (критерий квалификации личного состава БВС).

Учитывая также, что под выполнением боевой задачи личным составом нужно понимать соответственно непосредственное применение им ВВТ, несение боевого дежурства, проведение регламентных профилактических мероприятий, можно утверждать, что обобщенный критерий боевой готовности личного состава является основной характеристикой всех военных специалистов БВС.